# Flemingsbergs gård

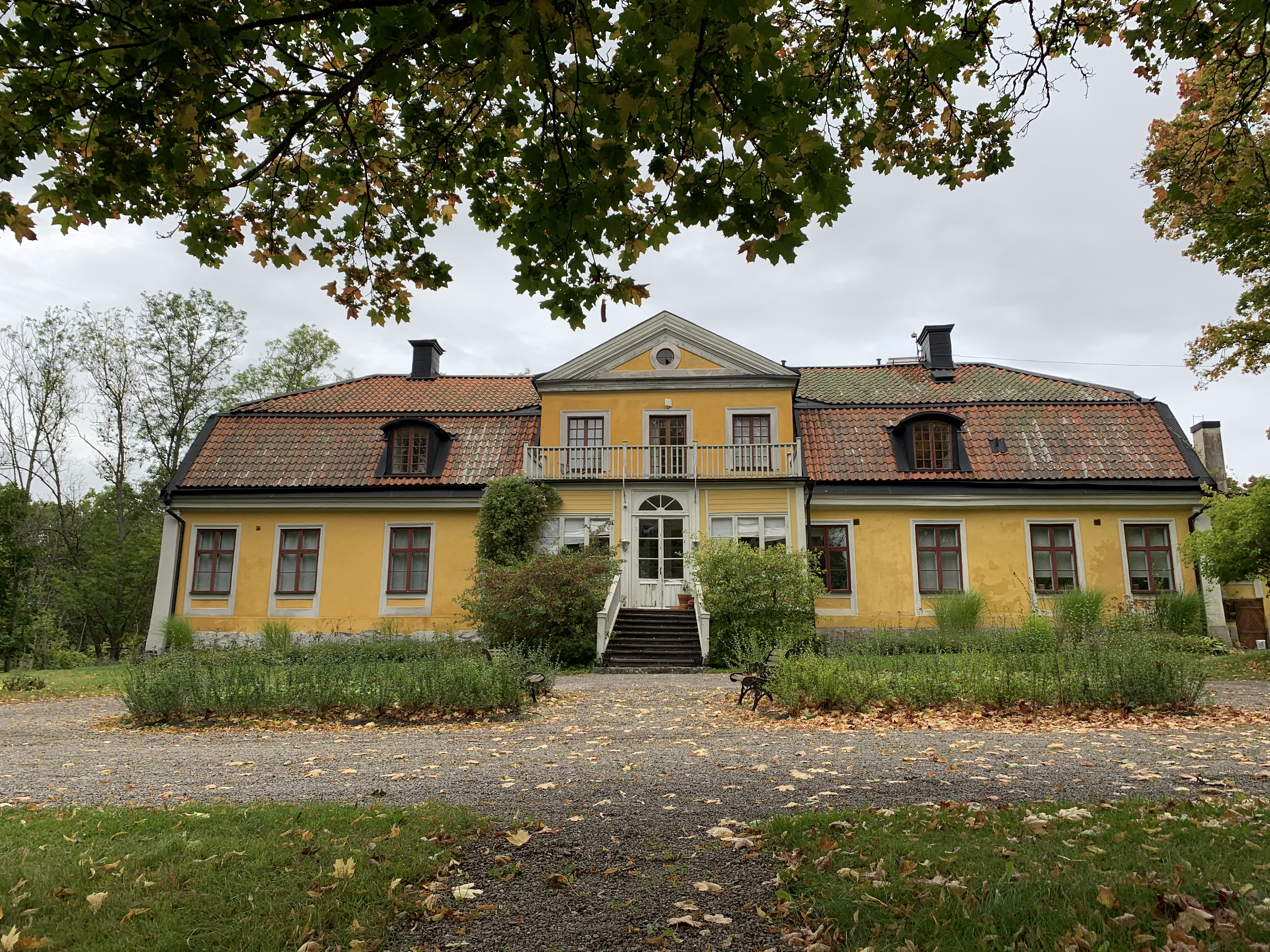
Flemingsbergs huvudbyggnad, september 2023.

Flemingsbergs gård (äldre stavning Flemmingsbergs gård) är en herrgård och tidigare säteri kommundelen Flemingsberg i Huddinge socken i Huddinge kommun, Stockholms län. Gårdens historia går tillbaka till 1400-talet och gav kommundelen dess nuvarande namn.

## Historik

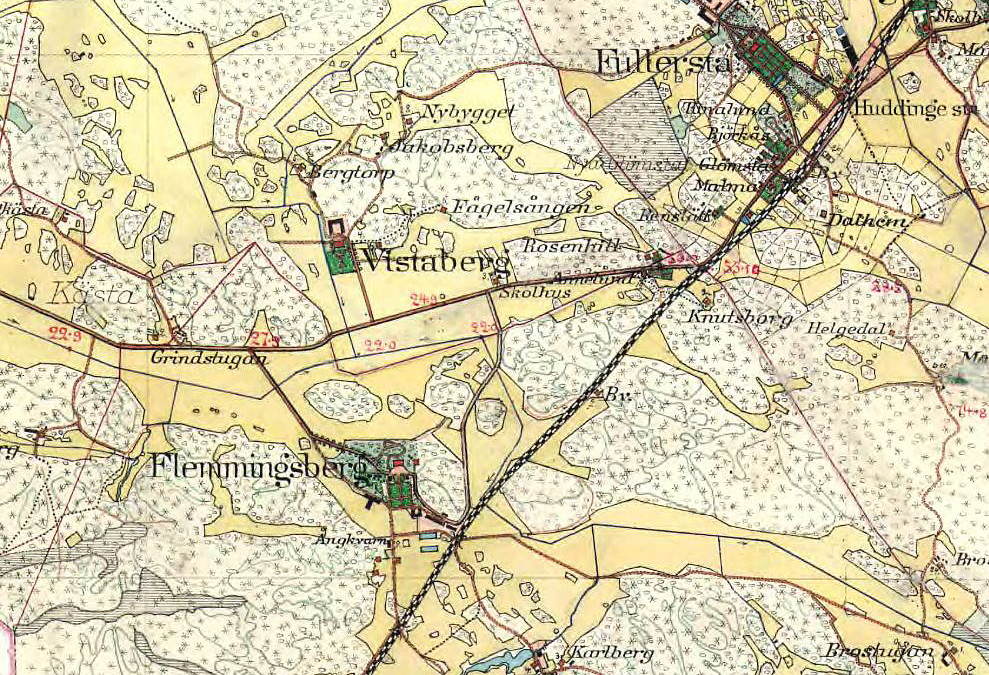
Flemingsberg och Fullersta år 1900.

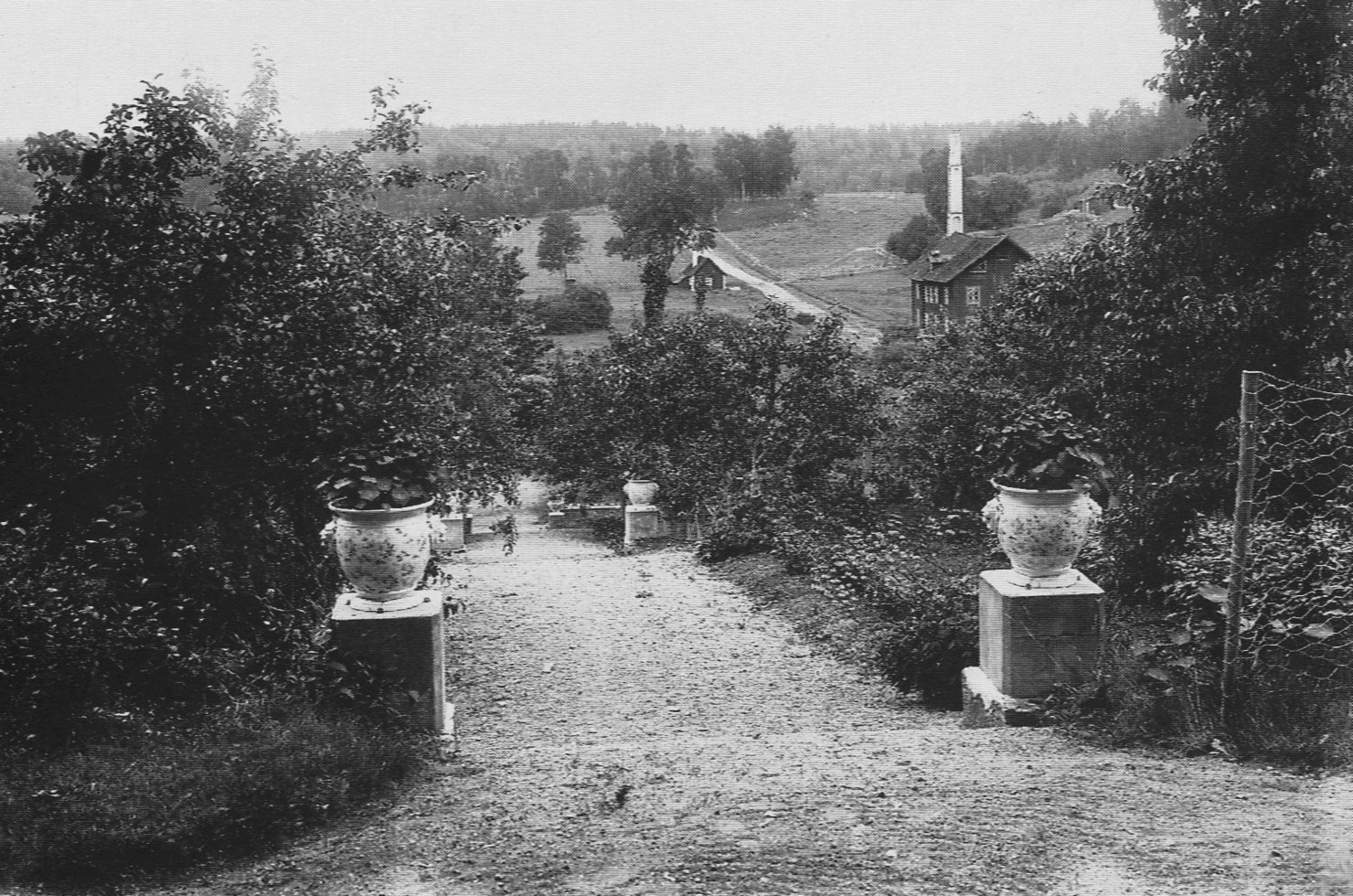
Gårdens park, vy söderut, 1900. I bakgrunden syns ångkvarnen.

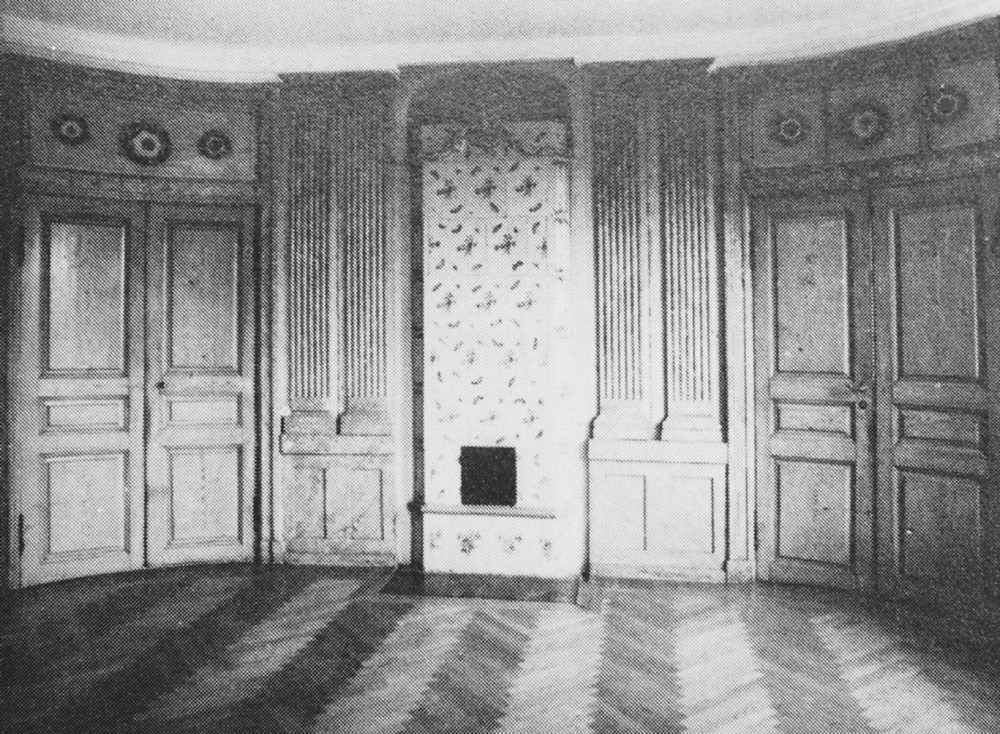
Salen i huvudbyggnaden på 1960-talet.

Området var bebott redan under förhistorisk tid, vilket talrika gravfält vittnar om. Gården och byn hette från början Andersta eller Anderstad och omnämns i skrift på 1400-talet. I mitten av 1500-talet fanns här fyra gårdar. Från den tiden finns bara knapphändiga uppgifter, men från och med Johan Pedersson (Bååt) (död 1574) kan man följa ägarna. Gårdens namn ändrades till Flemingsberg när den kommit i släkten Flemings ägo genom Henrik Klasson Flemings (död 1650) äktenskap med Ebba Erlandsdotter Bååt. I mitten av 1600-talet blev gården säteri. 1688 upptas elva torp under Flemmingsberg. 
År 1791 blev kaptenen Carl Gustaf Lovisin genom gifte ägare till egendomen. Under hans tid fick huvudbyggnaden sitt nuvarande utseende, som är ett envånings putsat trähus med brutet och valmat sadeltak. Han lät även uppföra två flyglar, där den östra är bevarad från ursprungstiden, medan den västra brann ner 1808 och återuppbyggdes på 1900-talet.  Nästa ägare blev majoren Carl Albrekt Friesenheim. En av hans döttrar gifte sig 1831 med riksdagsmannen Axel Odelberg, ägaren till Enskede gård. Han övertog snart Flemingsbergs gård och lät bygga ny ladugård och ett brännvinsbränneri. Till hjälp hade han sin rättare från Enskede, Pehr Pettersson, senare kallad Patron Pehr och efter 1848 ägare till närbelägna Fullersta gård. 
År 1880 förvärvades Flemingsbergsegendomen av storgodsägaren och riksdagsmannen Lars Magnus Carlsson. Förutom Flemmingsberg ägde han nu Glömsta gård, Norsborgs herrgård, Hallunda gård och Fittja gård. Kring sekelskiftet 1900 var Carlsson en av Stockholmstraktens största jordägare. Vid ingången av 1900-talet låg fem torp under gården och söder om herrgården stod en ångdriven kvarn. Bland torpen märks Björnkulla, Visättra och Vistaberg som gav sina namn till några av Huddinges bostadsområden.
På 1930-talet omfattade Flemingsberg 85 hektar åkrar och 732 hektar skog.  På gården fanns 60 kor, 8 hästar, 20 svin, 35 ungdjur och ett 100-tal höns samt en minkfarm. På 1950-talet lämnade familjen Carlsson Flemingsberg. Då hade sonen redan börjat med att stycka upp en del av marken för bostäder. Den stora exploateringen kom dock efter Carlssons tid. Jordbruket fortsatte till 1960-talet. 
På en del av Flemmingsbergs mark, som hörde till fastigheten Grantorp, uppfördes mellan 1968 och 1977 Huddinge sjukhus och i herrgårdens tidigare park finns numera kolonilotter. På 1990-talet bedrevs konferensverksamhet och galleri i gården. Numera är gården med flygelbyggnader i privat ägo och hyrs ut som bostäder.

## Bilder

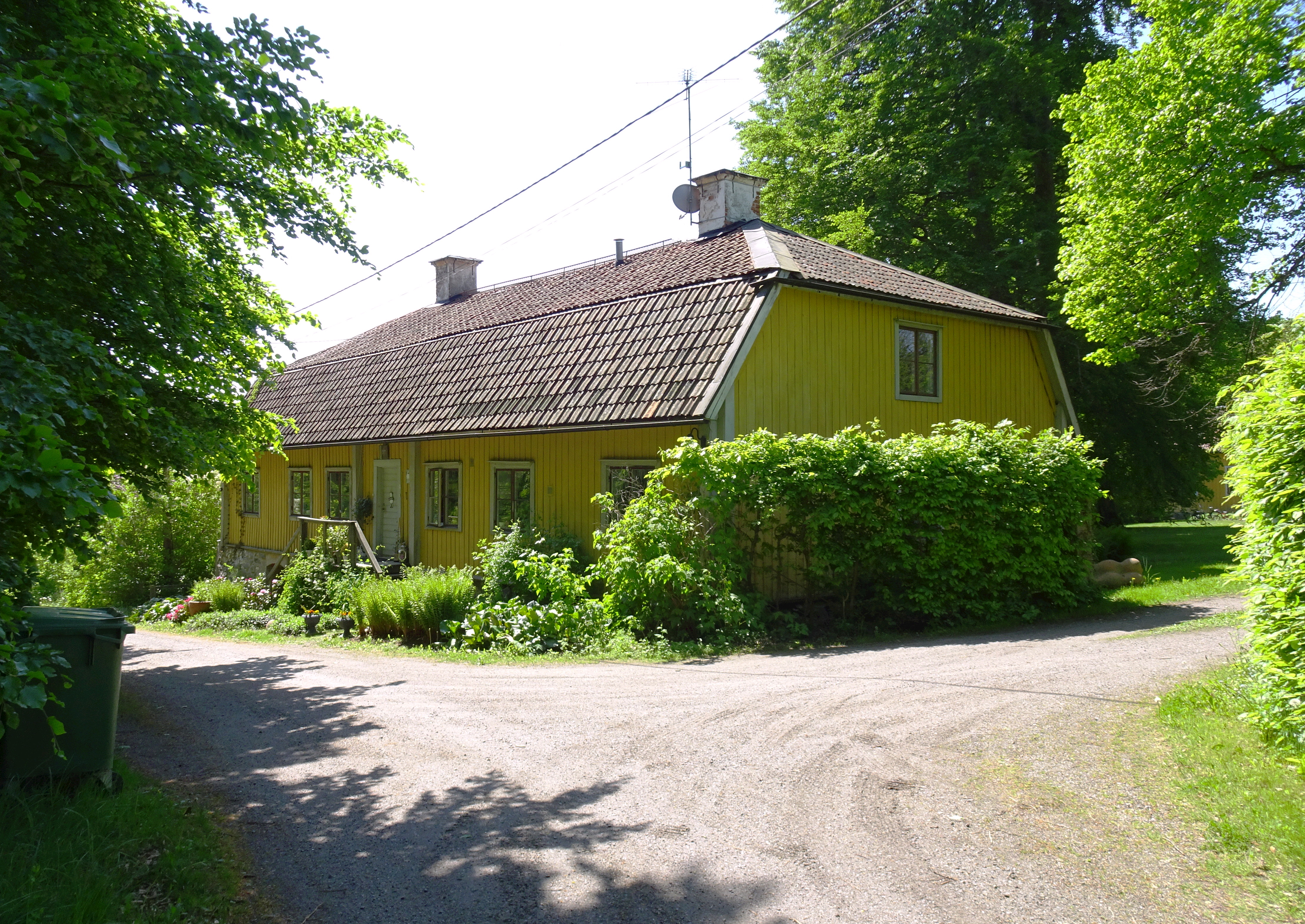
Östra flygeln
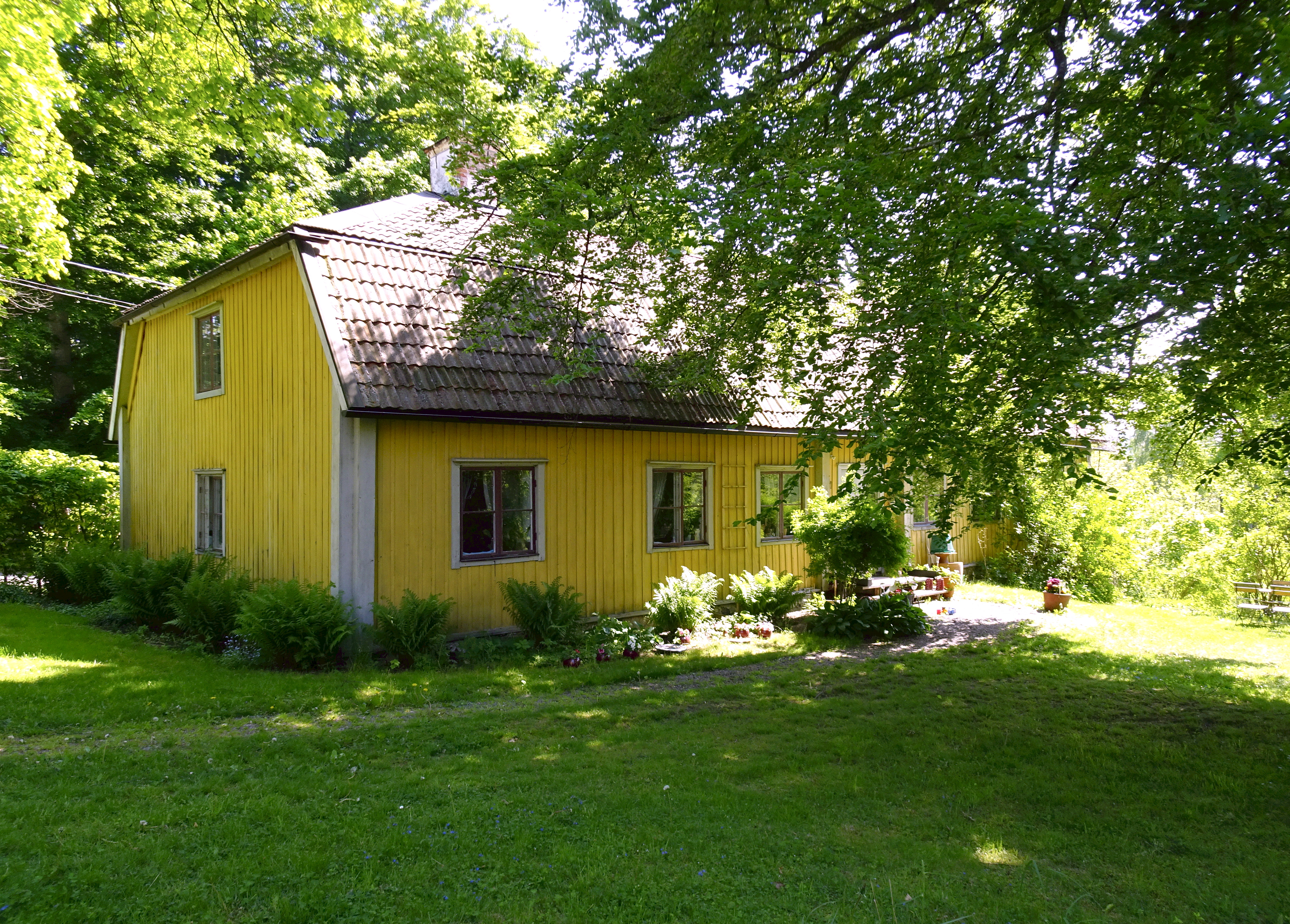
Östra flygeln
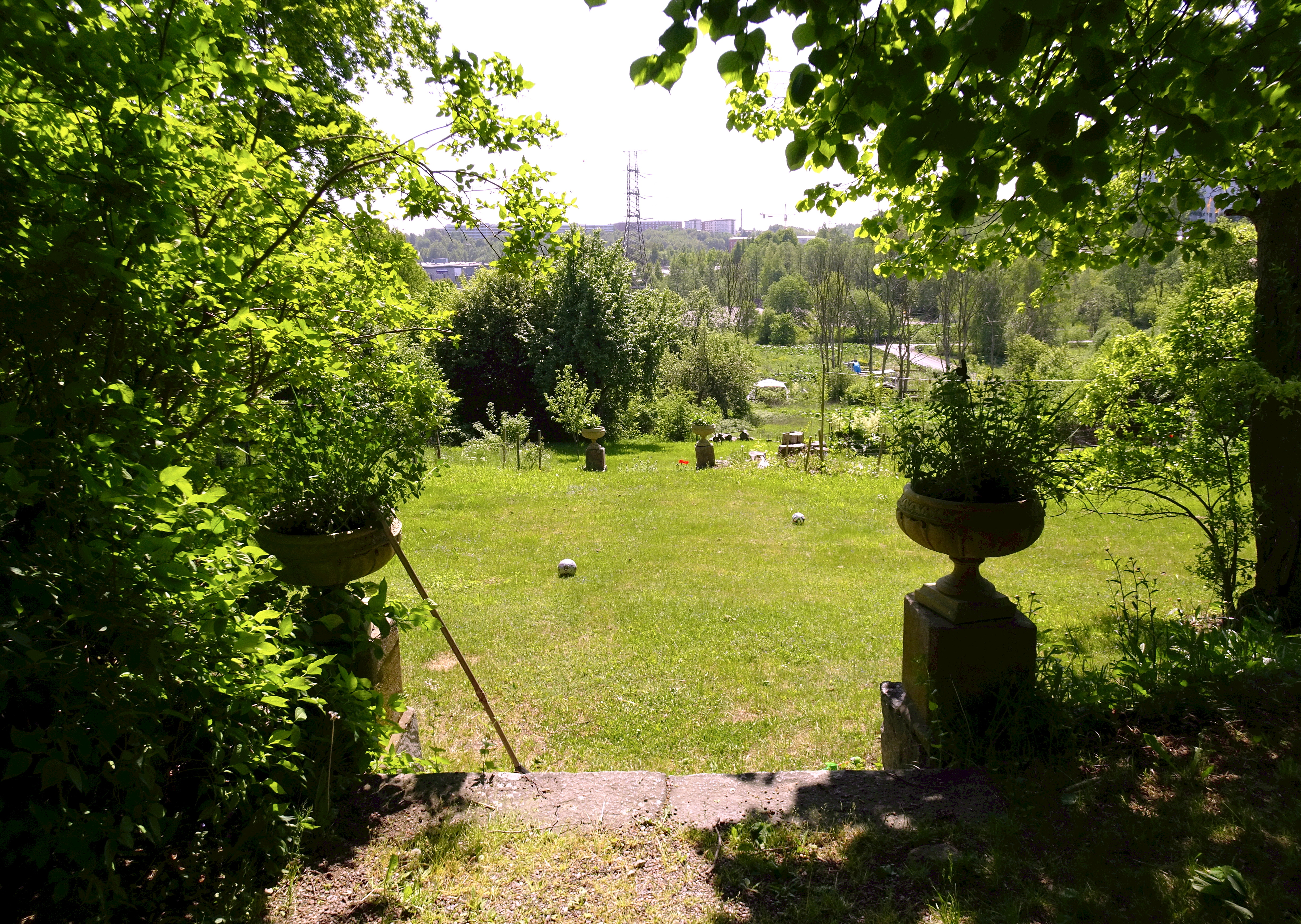
Parken, vy söderut
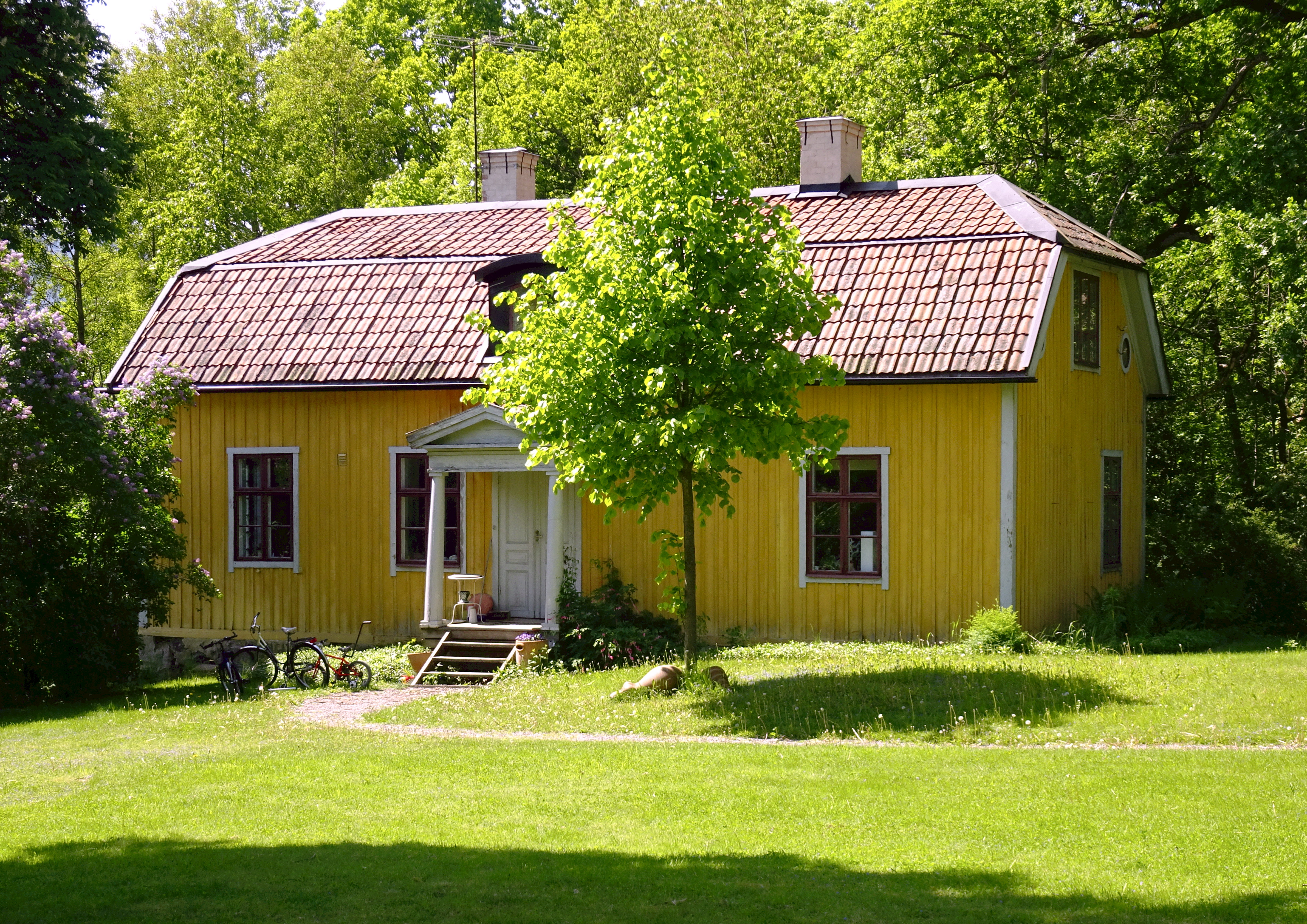
Västra flygeln